# Ужас Амитивилля (серия фильмов)
«Ужас Амитивилля» (англ. The Amityville Horror) — американский киносериал, состоящий из 12 основных фильмов, включая ремейк оригинальной кинокартины 1979 года. Основой концепции фильмов послужил роман Джея Энсона «Ужас Амитивилля» (а также и другие романы на тему событий в Амитивилле). Замысел романа базировался на событиях, произошедших с семьей Латц, которые в декабре 1975 года переехали в Амитивилль, в дом, где 13 ноября 1974 года Рональд Дефео-младший убил всю свою семью по не до конца установленным мотивам (сам Дефео в какой-то момент начал оправдываться тем, что ему так приказали «голоса»). Семья Латц прожила там период с декабря 1975 года по январь 1976-го, а после они сбежали, утверждая, что всё время, прожитое там, подвергались в доме преследованию сверхъестественных сил — этот загадочный случай получил название «Ужас Амитивилля».
Первый фильм франшизы снятый Стюартом Розенбергом, как и роман Энсона, является мистификацией, но всё же стал кассовым хитом, и дал зелёный свет семи прямым продолжениям, из которых только первые два были сняты для широкого экрана, а четвёртый фильм — для телевидения, и остальные четыре вышли на видео. Ни одно из них особым успехом не пользовалось, так как развивало уже не события, описанные в книге, а целиком вымышленные, начиная с четвертой части фильмы имеют лишь косвенное отношение к проклятому дому из Амитивилля.
Помимо этой серии фильмов про Амитивилль, в период с 2011 по 2023 год, было снято в общей сумме 50 фильмов, которые являются лишь низкобюджетными проектами, а половину из них, паразитируют на названии, не имея ничего общего с данной кинофраншизой.
Серия фильмов Амитивилль, в целом, получила негативную критику от зрителей и кинокритиков, также особенно отрицательное восприятие было связано с низкопробными побочными проектами, выпущенными в период с 2011 по 2023 годы. В этих фильмах часто не было глубокого сюжета или оригинальных идей, и они были особенно раскритикованы за рутинность и недостаток атмосферы.

## История создания
После того как семья Латц покинула Амитивилль, они познакомились с писателем Джеем Энсоном. Латцы в подробностях рассказали ему всё то, что они пережили за эти 28 дней в проклятом доме. В 1977 году Энсон написал роман «Ужас Амитивилля» (в некоторых русскоязычных переводах издавалась под названием «Эмитивилльские кошмары»). Книга сразу же стала бестселлером, и по ней вскоре сняли первый фильм Саги об Амитивилле.
Дом, в котором происходили съёмки некоторых фильмов франшизы, находится в Нью-Джерси на Томс-Ривер, дом был построен в 1927 году, а в 2010-м был продан новым владельцам и до сих пор служит частным жильём. Большинство фильмов снимались по романам, посвящённым ужасам Амитивилля: вторая часть была основана на книге Ганса Хольцера «Убийства в Амитивилле» (англ. Murder In Amityville). Четвертая часть снималась по роману Джона Дж. Джонса «Амитивилль. Зло спасается» (англ. Amityville. Evil escape). Пятый фильм также снят по книге Хольцера «Проклятие Амитивилля» (англ. The Amityville Curse).

## Сюжет
Практически в каждой части фигурирует проклятый дом на Оушен-Авеню 112, в который переезжают новые семейства и их начинают преследовать тёмные силы. В 17 веке на участке, где в будущем будет построен злополучный дом, жил преподобный Джеремайя Кетчэм — колдун и миссионер, который был изгнан за колдовство из Салема. Кетчэм должен был проповедовать индейцам христианство, но вместо этого пытал их, а также проводил жертвоприношения. Кэтчем погубил примерно 400 индейцев, а после его смерти на «кровавом» участке голландские колонисты построили вышеупомянутый дом.
В первом фильме описывается история семейства Латц и их жизнь в проклятом доме: тёмные силы дома начинают дурно влиять на Эми и на отца семьи Джорджа, заставляя его убить семью, однако Латцам удаётся покинуть дом, а Джордж приходит в себя.
Вторая же часть является приквелом и описывает историю семьи Монтели, которая отдаленно основана на реальной истории семьи Дефео. По сюжету в старшего сына Сонни вселяется демон, обитающий в тайной комнате подвала дома. Демон заставляет Сонни убить всю семью; но самого Сонни спасает святой отец Адамски, который отдаёт демону свою душу взамен души Сонни.
Третий фильм повествует о Джоне Бакстере — репортёре, работающем в журнале «Reveal». Джон скептически относится к страшной истории «Ужаса Амитивилля» и, несмотря на загадочную смерть риэлтора, сам решает поселиться в проклятом доме и вскоре сталкивается с паранормальными явлениями. Вместе с исследователями Джон пытается изучить дом, находит в подвале колодец со странным веществом. Исследователи и друг Джона Эллиот пробуждают демона дома, после чего здание начинает разрушаться и взрывается, но Джону удается выжить. Дом разрушен, но колодец остался на месте и начинает гореть, оттуда вылетает демоническая сущность, значит — зло не повержено.
Остальные же фильмы сюжетно расходятся с первыми тремя, так как в начале четвёртой части дом совершенно цел, действие в последующих фильмах происходит не в Амитивилле, и прослеживается только косвенная связь с  домом Латцев. Хоть в пятом фильме действие и разворачивается в том самом доме, здание в кадре совершенно не похоже на то, что мы наблюдаем в остальных частях франшизы, но упоминается погибший священник, который спас душу Сонни Монтели во втором фильме, а также семья Латц. Как становится известно в четвёртой части, вещи дома на Оушен-Авеню были распроданы на аукционе и каждая вещь впитала частичку зла. Так, в шестом и седьмом фильмах фигурируют проклятые часы и зеркало, а в четвёртом фильме — лампа. В восьмой части вместо амитивилливского особняка опасность несёт кукольный домик — точная копия настоящего.
Хотя фильм «Ужас Амитивилля: Пробуждение» считается десятым в серии, он не является приквелом или сиквелом, так как предыдущие части, включая оригинал и ремейк, представлены как обычные фильмы.

## Фильмы
| Фильм                               | Дата выхода (США)    | Режиссёр(ы) | Сценарист(ы)                                               | Продюсер(ы) | Примечания |
| Оригинальная серия                  | Оригинальная серия   | Оригинальная серия | Оригинальная серия                                         | Оригинальная серия                                                                                                | Оригинальная серия |
| ----------------------------------- | -------------------- | --- | ---------------------------------------------------------- | --- | --- |
| Ужас Амитивилля                     | 27 июля 1979         | Стюарт Розенберг | Сэндор Стерн                                               | Эллиот Гейсингер и Рональд Саланд                                                                                 | основан на одноимённой книге |
| Амитивилль 2: Одержимость           | 24 сентября 1982     | Домиано Дамиани | Томми Ли Уоллес Дардано Саккетти (не указан в титрах)      | Ира Н. Смит, Стефен Р. Гриволд и Хосе Лопес Родеро                                                                | основан на книге Убийство в Амитивилле; совместное произвотство Мексики и США                                                                                 |
| Амитивилль 3-D                      | 18 ноября 1983       | Ричард Флейшер | Уильям Уэльс                                               | Стивен Ф. Кестен и Антонио Рубио                                                                                  | также известный как Амитивилль III: Демон; совместное произвотство США и Мексики                                                                              |
| Амитивилль 4: Зло спасается         | 12 мая 1989          | Сэндор Стерн | Сэндор Стерн                                               | Стив Уайт, Бэрри Бернарди и Кеннет Этчити                                                                         | также известный как Ужас Амитивилля: Зло спасается и Амитивилль: Зло спасается; основан на книге Амитивилль. Зло спасается                                    |
| Проклятие Амитивилля                | 7 мая 1990           | Том Берри | Майкл Крюгер, Даг Олсон и Норвелл Роуз                     | Франко Баттиста                                                                                                   | основан на одноимённой книге; Производство Канады |
| Амитивилль 6: Вопрос времени        | 17 июля 1992         | Тони Рэндел | Кристофер ДеФариа и Антонио Торо                           | Стив Уайт, Бэрри Бернарди и Кристофер ДеФариа                                                                     | также известный как Амитивилль 1992: Время пришло; основан на книге Амитивилль. Зло спасается                                                                 |
| Амитивилль 7: Новое поколение       | 29 сентября 1993     | Джон Марловски | Кристофер ДеФариа и Антонио Торо                           | Стив Уайт, Бэрри Бернарди и Кристофер ДеФариа                                                                     | |
| Амитивилль 8: Кукольный дом         | 18 февраля, 1997     | Стив Уайт | Джошуа Майкл Штерн                                         | Стив Уайт, Дэвид Ньюлон, Зейн В. Левитт и Марк Йеллен                                                             | |
| Ремейк                              |                      | |                                                            | | |
| Ужас Амитивилля                     | 15 апреля 2005       | Эндрю Дуглас | Скотт Козар                                                | Майкл Бэй, Эндрю Форм и Брэд Фуллер                                                                               | ремейк фильма Ужас Амитивилля (фильм, 1979) |
| Независимые фильмы                  |                      | |                                                            | | |
| Призраки Амитивилля                 | 13 декабря 2011      | Джофф Мид | Джофф Мид                                                  | Дэвид Майкл Лэтт                                                                                                  | |
| Психушка Амитивилля                 | 3 июня 2013          | Эндрю Джонс | Эндрю Джонс                                                | Эндрю Джонс | |
| Дом смерти Амитивилля               | 24 февраля 2015      | Марк Полония | Джон Оак Далтон                                            | Марк Полония | |
| Амитивилль: Последняя глава         | 28 марта 2015        | Форрис Дэй мл. и Гено МакГэхи | Гено МакГэхи                                               | | также известный как Серп |
| Театр Амитивилля                    | 13 апреля 2015       | Джон Р. Уолкер | Джон Р. Уолкер и Стив Харди                                | Джон Р. Уолкер | оригинальное название - The Amityville Playhouse, также известный как The Amityville Theater                                                                  |
| Амитивилль: Точка исчезновения      | 1 апреля 2016        | Дилан Гринберг | Дилан Гринберг, Селена Марс и Юрген Азазель Мюнстер        | Юрген Азазель Мюнстер                                                                                             | |
| Амитивилль: Наследие                | 7 июня 2016          | Дастин Фергюсон и Майкл Джонсон | Дастин Фергюсон и Майкл Джонсон                            | Дастин Фергюсон, Мэттью ДиГироламо и Джейк Боковен                                                                | Перевыпущен в 2020 году как Амитивилль: Ящик для игрушек |
| Ужас Амитивилля                     | 2 августа 2016       | Майкл Анджело | Майкл Анджело                                              | Джастин Джонс, Филип Дж. Дэй и Зеус Замани                                                                        | |
| Амитивилль: Спасения нет            | 5 августа 2016       | Энрике Коуту | Энрике Коуту                                               | Эрик Уидинг | |
| Несказанное                         | 28 октября 2016      | Шелдон Уилсон | Шелдон Уилсон                                              | Джэми Горинг | [ 4 ] |
| Амитивилль: Экзорцизм               | 3 января 2017        | Марк Полония | Билли Д’Амато                                              | Марк Полония | |
| Амитивилль: Зло не умирает          | Июнь 2017            | Дастин Фергюсон | Дастин Фергюсон                                            | Мэттью ДиГироламо, Джейсон Харлоу и Джейсон Брэхт                                                                 | сиквел фильма Амитивилль: Наследие; перевыпущен в 2020 году as Дом клоуна Амитивилля                                                                          |
| Против ночи                         | 15 сентября 2017     | Брайан Кавалларо | Брайан Кавалларо                                           | Ариэль Брачфелд и Брайан Кавалларо                                                                                | также известный как Тюрьма Амитивилля |
| Ужас Амитивилля: Пробуждение        | 28 октября 2017      | Франк Халфун | Франк Халфун                                               | Дэниэл Фаррандс, Джейсон Блам и Кэйси Ла Скала                                                                    | |
| Амитивилль: Дорога горы страдания   | 31 мая 2018          | Чак Морронджелло и Каролина Морронджелло | Чак Морронджелло                                           | Чак Морронджелло и Каролина Морронджелло                                                                          | |
| Убийства в Амитивилле               | 8 февраля 8, 2019    | Дэниэл Фаррандс | Дэниэл Фаррандс                                            | Дэниэл Фаррандс, Эрик Бреннер, Джим Якобсен и Лукас Джарач                                                        | также известный как Убийства в Амитивилле: Призраки на Лонг-Айланде. слабо основанный на книгах Убийство в Амитивилле и Большие надежды:Убийства в Амитивилле |
| Остров Амитивилля                   | 17 марта 2020        | Марк Полония | Джон Оак Далтон                                            | Роб Хаусхильд | |
| Вибратор Амитивилля                 | 6 июня 2020          | Нэйтан Румлер | Нэйтан Румлер                                              | Нэйтан Румлер | |
| Ведьмы академии Амитивилля          | 2 октября 2020       | Ребекка Мэтьюз | Том Джоллифф                                               | Николь Холланд, Кира Рид Лорш, Донна Спенглер и Бриттан Тейлор                                                    | также известный как Ведьмы Амитивилля |
| Жатва в Амитивилле                  | 20 октября 2020      | Томас Дж. Черчилль | Томас Дж. Черчилль                                         | Томас Дж. Черчилль, Стивен Луис Голденберг и Филлип Б. Голдфайн                                                   | |
| Полтергейст Амитивилля              | 18 мая 2021          | Кэлвин МакКарти | Джон Эшли Холл и Кэлвин МакКарти                           | Джош Дитрих, Айриса Дюран и Кэлвин МакКарти                                                                       | |
| Луна Амитивилля                     | 5 октября 2021       | Томас Дж. Черчилль | Томас Дж. Черчилль                                         | Томас Дж. Черчилль, Стивен Луис Голденберг и Филлип Б. Голдфайн                                                   | сиквел фильма Жатва в Амитивилле |
| Коп Амитивилля                      | 29 октября 2021      | Грегори Хатанака | Гено МакГэхи                                               | Николь Д’Анджело, Cраийеcе Даниелле, Грегори Хатанака, Гено МакГэхи, Крис Спинелли, Бенни Тьяндра и Джейсон Толер | |
| Культ Амитивилля                    | 7 декабря 2021       | Трей Мерфи | Трей Мерфи                                                 | Чэнс Гиббс, Трей Мерфи и Мика Мари Стивенс                                                                        | |
| Вампир Амитивилля                   | 14 декабря 2021      | Тим Виджил | Карлос Перес и Тим Виджил                                  | Тед Чалмерс, Дэвид С. Стерлинг и Гюстав Уиннери                                                                   | |
| Пугало Амитивилля                   | 4 января 2022        | Питер Джек Манди | Шеннон Холидэй                                             | Скотт Чемберс | |
| Восстание Амитивилля                | 11 января 2022       | Томас Дж. Черчилль | Томас Дж. Черчилль                                         | Томас Дж. Черчилль и Филлип Б. Голдфайн                                                                           | сиквел фильма Луна Амитивилля |
| Газовая комната Амитивилля          | 1 апреля 2022        | Майкл Стоун | Майкл Стоун                                                | | пародия на все малобюджетные массовые фильмы, особенно те, которые используют название только в маркетинговых целях                                           |
| Амитивилль в космосе                | 19 июля 2022         | Марк Полония | Марк Полония                                               | Роб Хаусхильд | |
| Ведьма Амитивилля                   | 9 августа 2022       | Тони Ньютон | Тони Ньютон и Шон С. Филлипс                               | Майкл Билинский, Дэвид Кэртледж и Сэм Мэйсон-Белл                                                                 | |
| Амитивилль по соседству             | 23 августа 2022      | Дастин Фергюсон | Джеримая Дуглас и Дастин Фергюсон                          | Дастин Фергюсон (как Темная Бесконечность), Роб Хаусхильд и Сол Мейя                                              | |
| Амитивилль: Карен                   | 13сентября 2022      | Шон С. Филлипс | Джули Энн Прескотт                                         | Шон С. Филлипс, Уилл Коллазо, Рон Бонк и Эйвери Крумли                                                            | |
| Амитивилль: Рождественские каникулы | 19 сентября 19, 2022 | Стив Рудзиньски | Стив Рудзиньски                                            | Стив Рудзиньски                                                                                                   | победитель Fangoria Chainsaw Award 2023 в номинации "Лучший Амитивилль.                                                                                       |
| Амитивилль: День благодорения       | 8 ноября 2022        | Уилл Коллазо и Джули Энн Прескотт | Уилл Коллазо и Джули Энн Прескотт                          | Шон С. Филлипс, Уилл Коллазо, Эйвери Крумли и Джули Энн Прескотт                                                  | |
| Пугало Амитивилля II                | 14 ноября 2022       | Адам Гоури | Крэйг МакЛири                                              | Стюарт Олсон, Скотт Чемберс, Бекка Хирани и Николь Холланд                                                        | |
| Призраки Амитивилля                 | 22 ноября 2022       | ДжейТи Крис | ДжейТи Крис                                                | Дэнни Лэнгстон | |
| Попутка Амитивилля                  | 9 января 2023        | Джек Хантер II | Дэнн Юди и Джек Хантерr II                                 | Дэнн Юди, Дастин Хаббард, Джек Хантер II и Хизер МакНайт                                                          | |
| Смертельный туалет Амитивилля       | 17 марта 2023        | Ивэн Джейкобс | Ивэн Джейкобс                                              | Рон Бонк | |
| Франкенштейн Амитивилль             | 13 апреля 2023       | Ник Бокс | Ник Бокс                                                   | Ник Бокс, Мэтт МакНью и Чан Вальрус                                                                               | |
| Собеседование Амитивилля            | 14 апреля 2023       | Ник Бокс и Стюарт Фицсиммонс | Ник Бокс и Стюарт Фицсиммонс                               | Ник Бокс, Стюарт Фицсиммонс,Мэтт МакНью и Чан Вальрус                                                             | |
| Лифт Амитивилля                     | 20 апреля 2023       | Ник Бокс | Ник Бокс                                                   | Ник Бокс и Мэтт МакНью                                                                                            | |
| Эммануэль Амитивилля                | 8 мая 2023           | Луис ДеСтефано | Гено МакГэхи                                               | Гено МакГэхи, Грегори Хатанака и Линда С. Вонг                                                                    | |
| Проклятие Амитивилля                | 28 мая 2023          | Эрик Тессьер | Дэннис Хитон                                               | Грэхэм Лудлоу и Кейли Кэвэна                                                                                      | основан на ондоимённой книге 1981 года , но не является римеком адаптации 1990 года                                                                           |
| Дом акул Амитивилля                 | 8 августа 2023       | Уилл Коллазо мл. и Шон С. Филлипс | Уилл Коллазо мл., Шон С. Филлипс и Джули Энн Прескотт      | Уилл Коллазо мл., Шон С. Филлипс и Джули Энн Прескотт                                                             | |
| Апокалипсис Амитивилля              | 29 августа 2023      | Уилл Коллазо мл., Брэндон Фармер, Марк С. Фуллхардт, Уильям Холт, Ивэн Джейкобс, Марк Чиндеми, Стивен Хаар, Алан Смити и Тоби Ван Дер Веген | Марк Чиндеми, Стивен Хаар, Алан Смити и Тоби Ван Дер Веген | Стивен Хаар, Коул Майнер, Хосе Санчес и Алан Смити                                                                | |
| Потрошитель Амитивилля              | 21 октября 2023      | Бобби Канип мл. | Бобби Канип мл.                                            | | |
| Последний фильм Амитивилля          | 20 ноября 2023       | Джош Шпигель | Джош Шпигель                                               | | |
| Рюкзак Амитивилля                   | 6 января 2024        | Ивэн Джейкобс | Ивэн Джейкобс                                              | Рон Бонк | |
| Бигфут Амитивилля                   | 23 января 2024       | Шон С. Филлипс | Шон С. Филлипс и Джули Энн Прескотт                        | Рон Бонк, Мем Ферда и Шон С. Филлипс                                                                              | |
| Вебкамера Амитивилля                | 24 февраля 2024      | Брэндон Фармер |                                                            | Дэвид Стриг, Кайл Раппапорт и Джейкоб Вэрейни                                                                     | |
| День индейки Амитивилля             | 29 апреля 2024       | Уилл Коллазо мл., Джули Энн Прескотт | Уилл Коллазо мл., Джули Энн Прескотт                       | Дино Кастелло, Уилл Коллазо мл., Фил Херман, Дэвид Перри, Джули Энн Прескотт, и Нико Эль Санто Заверо             | |
| Однажды в Амитивилле                | 24 сентября 2024     | Марк Полония | Аарон Дрэйк, Марк Полония                                  | | |
| ИИ Амитивилля                       | 21 октября 2024      | Мэтт Джейсли | Мэтт Джейсли                                               | Рон Бонк | |
| Амитивилль: Где живёт эхо           | 29 октября 2024      | Карлос Айала | Карлос Айала                                               | Карлос Айала и Аль Браво                                                                                          | |
| VR Амитивилля                       | 1 февраля 2025       | Мэтт Джейсли | Мэтт Джейсли                                               | Рон Бонк | |

## Кассовые сборы
| Название                      | Режиссер           | Бюджет      | Сборы           |
| ----------------------------- | ------------------ | ----------- | --------------- |
| Ужас Амитивилля               | Стюарт Розенберг   | $4 700 000  | $86 432 000     |
| Амитивилль 2: Одержимость     | Домиано Дамиани    | $5 000 000  | $12 534 817     |
| Амитивилль 3-D                | Ричард Флайшер     | $6 000 000  | $6 333 135      |
| Амитивилль 4: Зло спасается   | Сэндор Стерн       | н/д         | Телефильм       |
| Проклятие Амитивилля          | Том Берри          | н/д         | Direct-to-Video |
| Амитивилль 6: Вопрос времени  | Тони Рэндол        | н/д         | Direct-to-Video |
| Амитивилль 7: Новое поколение | Джон Марловски     | $1 500 000  | Direct-to-Video |
| Амитивилль 8: Кукольный дом   | Стив Уайт          | н/д         | Direct-to-Video |
| Ужас Амитивилля               | Эндрю Дуглас       | $19 000 000 | $108 047 131    |
| Ужас Амитивилля: Пробуждение  | Франк Халфун       | н/д         | $7 701 908      |
| Убийства в Амитивилле         | Дэниэл Фаррандс    | н/д         | н/д             |
| Жатва в Амитивилле            | Томас Дж. Черчилль | н/д         | н/д             |

## Отсылки и пародии
- В первом спецвыпуске на Хэллоуин (2 сезон 3 серия) мультсериала «Симпсоны», в первой новелле «Дом страшных снов» пародируется первый фильм «Ужас Амитивилля».
- В фильме Очень страшное кино 2 пародируется сцена со священником и мухами, которая была в первом фильме франшизы.
- В начале фильма Заклятие 2, главные герои — Эд и Лоррейн Уоррен — исследуют дом на Оушен-Авеню 112.